# Топич, Ангелина
Ангелина Топич (серб. Ангелина Топић; род. 26 июля 2005 года, Сербия) — сербская легкоатлетка, специализирующаяся в прыжках в высоту. Серебряный призёр чемпионата Европы 2024 года и чемпионата Европы в помещении 2025 года. Бронзовый призёр чемпионата Европы 2022 года. Трёхкратная чемпионка Сербии (2021—2023). Чемпионка Сербии в помещении 2021 года. Обладательница национального рекорда — 1,97 м (2023).

## Биография
Родилась 26 июля 2005 года в Сербии в семье легкоатлетов. Отец — чемпион Европы по прыжкам в высоту, участник 6 Олимпийских игр Драгутин Топич. Мать — Биляна Топич, выступала в тройном прыжке.
Ангелина начала участвовать в крупных соревнованиях с 2018 года. В 2021 году выиграла чемпионаты Сербии на открытом воздухе и в помещении.
В 2022 году на чемпионате мира в помещении заняла 9-е место.

## Основные результаты
| Год  | Соревнования                              | Место проведения   | Место | Результат |
| ---- | ----------------------------------------- | ------------------ | ----- | --------- |
| 2021 | Балканские игры среди юниоров в помещении | София, Болгария    | 2     | 1,82 м    |
| 2021 | Балканские игры среди юниоров             | Стамбул, Турция    | 1     | 1,88 м    |
| 2021 | Балканские игры                           | Смедерево, Сербия  | 10    | 1,82 м    |
| 2021 | Чемпионат Европы среди юниоров            | Таллин, Эстония    | 8     | 1,83 м    |
| 2021 | Балканские игры среди юношей              | Кральево, Сербия   | 1     | 1,83 м    |
| 2021 | Чемпионат мира среди юниоров              | Найроби, Кения     | 6     | 1,84 м    |
| 2022 | Балканские игры среди юниоров в помещении | Белград, Сербия    | 1     | 1,86 м    |
| 2022 | Чемпионат мира в помещении                | Белград, Сербия    | 9     | 1,88 м    |
| 2022 | Чемпионат Европы среди юношей             | Иерусалим, Израиль | 1     | 1,92 м    |
| 2022 | Чемпионат мира среди юниоров              | Кали, Колумбия     | 3     | 1,93 м    |
| 2022 | Чемпионат Европы                          | Мюнхен, Германия   | 3     | 1,93 м    |
| 2023 | Чемпионат Европы в помещении              | Стамбул, Турция    | 4     | 1,94 м    |
| 2023 | Чемпионат Европы среди юниоров            | Иерусалим, Израиль | 1     | 1,90 м    |
| 2023 | Чемпионат мира                            | Будапешт, Венгрия  | 7     | 1,94 м    |